# ژانگی ۲۰۸۳۱
سیارک ۲۰۸۳۱ (به انگلیسی: 20831 Zhangyi، نامگذاری:2000UM47) بیست هزار و هشتصد و سی و یکمین سیارک کشف شده‌است که در ۲۴ اکتبر ۲۰۰۰ کشف شد.
قدر مطلق سیارک برابر ۱۰.۷ است.